# Adrian Gontariu
Adrian Gontariu (* 14. Mai 1984 in Zalău) ist ein rumänischer Volleyball-Nationalspieler.

## Karriere
Adrian Gontariu spielte seit 1993 in seiner Heimat Volleyball, wo er mit Deltacons Tulcea und Tomis Constanţa mehrfacher rumänischer Meister und Pokalsieger wurde. Von 2009 bis 2011 war der Diagonalspieler erstmals in der Volleyball-Bundesliga beim VfB Friedrichshafen aktiv und wurde in dieser Zeit zweimal deutscher Meister. Nach Stationen in Polen (Meister mit Asseco Resovia Rzeszów), Rumänien und Frankreich spielt er seit der Saison 2014/15 wieder beim VfB Friedrichshafen, mit dem er 2015 das nationale Double aus Meisterschaft und Pokal gewann. 2016 wechselte Gontariu zurück in seine Heimat zu Remat Zalău.
In der rumänischen Nationalmannschaft hatte Gontariu 100 Einsätze.
| Personendaten    | Personendaten                          |
| ---------------- | -------------------------------------- |
| NAME             | Gontariu, Adrian                       |
| KURZBESCHREIBUNG | rumänischer Volleyball-Nationalspieler |
| GEBURTSDATUM     | 14. Mai 1984                           |
| GEBURTSORT       | Zalău (Rumänien)                       |